# Teoría del flogisto

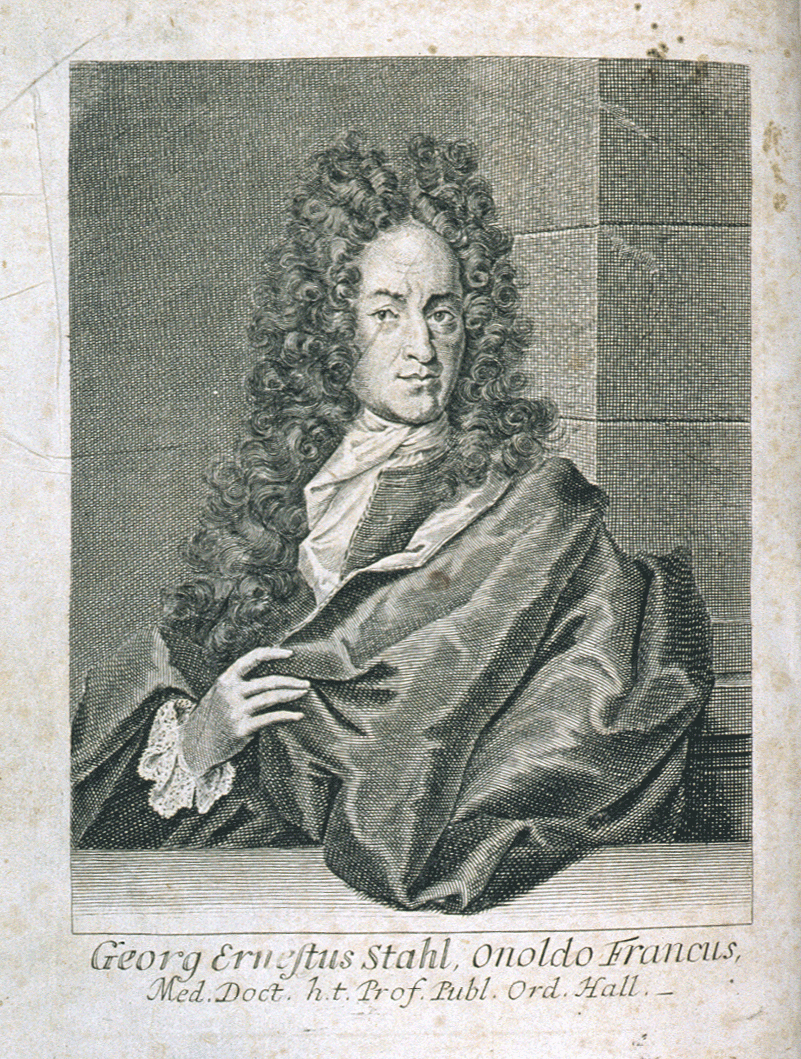
Georg Stahl ayudó a desarrollar y popularizar la teoría del Flogisto.

La teoría del flogisto, sustancia hipotética que representa la inflamabilidad, es una teoría científica obsoleta según la cual toda sustancia susceptible de sufrir combustión contiene flogisto, y el proceso de combustión consiste básicamente en la pérdida de dicha sustancia. Fue postulada por primera vez en 1667 por el alquimista/químico alemán Johann Becher para explicar el proceso químico de la combustión.
Fue cuestionada por el aumento de peso concomitante y abandonada antes de finales del siglo XVIII tras los experimentos de Antoine Lavoisier y otros. La teoría del flogisto condujo a experimentos que finalmente concluyeron en el descubrimiento del oxígeno.

## Historia
Johann Becher propuso una versión particular de la teoría de los cuatro elementos: el papel fundamental estaba reservado a la tierra y el agua, mientras que el fuego y el aire eran considerados como simples agentes de las transformaciones. Todos los cuerpos, tanto animales como vegetales y minerales, estaban formados según Becher por mezclas de agua y tierra. Defendió también que los verdaderos elementos de los cuerpos debían ser investigados mediante el análisis y, en coherencia, propuso una clasificación basada en un orden creciente de composición.
Becher sostenía que los componentes inmediatos de los cuerpos minerales eran tres tipos diferentes de tierras, cada una de ellas portadora de una propiedad: el aspecto vítreo, el carácter combustible y la fluidez o volatilidad. La tierra que denominó terra pinguis se consideraba portadora del principio de inflamabilidad. Su nombre podría traducirse como tierra grasa o tierra oleaginosa, que en  alquimia se conoce con el nombre de azufre, aunque Becher empleó también otras expresiones para designarla, entre ellas azufre flogisto. Finalmente fue la palabra flogisto la que acabó imponiéndose, gracias sobre todo a la labor del más efectivo defensor de sus ideas, Georg Ernst Stahl.

### Johann Joachim Becher
En 1667 Johann Joachim Becher publicó su libro Physica subterranea, que contenía el primer ejemplo de lo que se convertiría en la teoría del flogisto. En su libro, Becher eliminó el fuego y el aire del modelo clásico de los elementos y los sustituyó por tres formas de la tierra: terra lapidea, terra fluida y terra pinguis. Terra pinguis era el elemento que confería propiedades aceitosas, sulphurous, o combustibles. Becher creía que terra pinguis era una característica clave de la combustión y que se liberaba cuando se quemaban sustancias combustibles.  Becher no tuvo mucho que ver con la teoría del flogisto tal como la conocemos ahora, pero ejerció una gran influencia sobre su alumno Stahl. La principal contribución de Becher fue el comienzo de la teoría en sí, sin embargo gran parte de ella fue modificada después de él. La idea de Becher era que las sustancias combustibles contienen una materia inflamable, la terra pinguis. 

### Georg Ernst Stahl

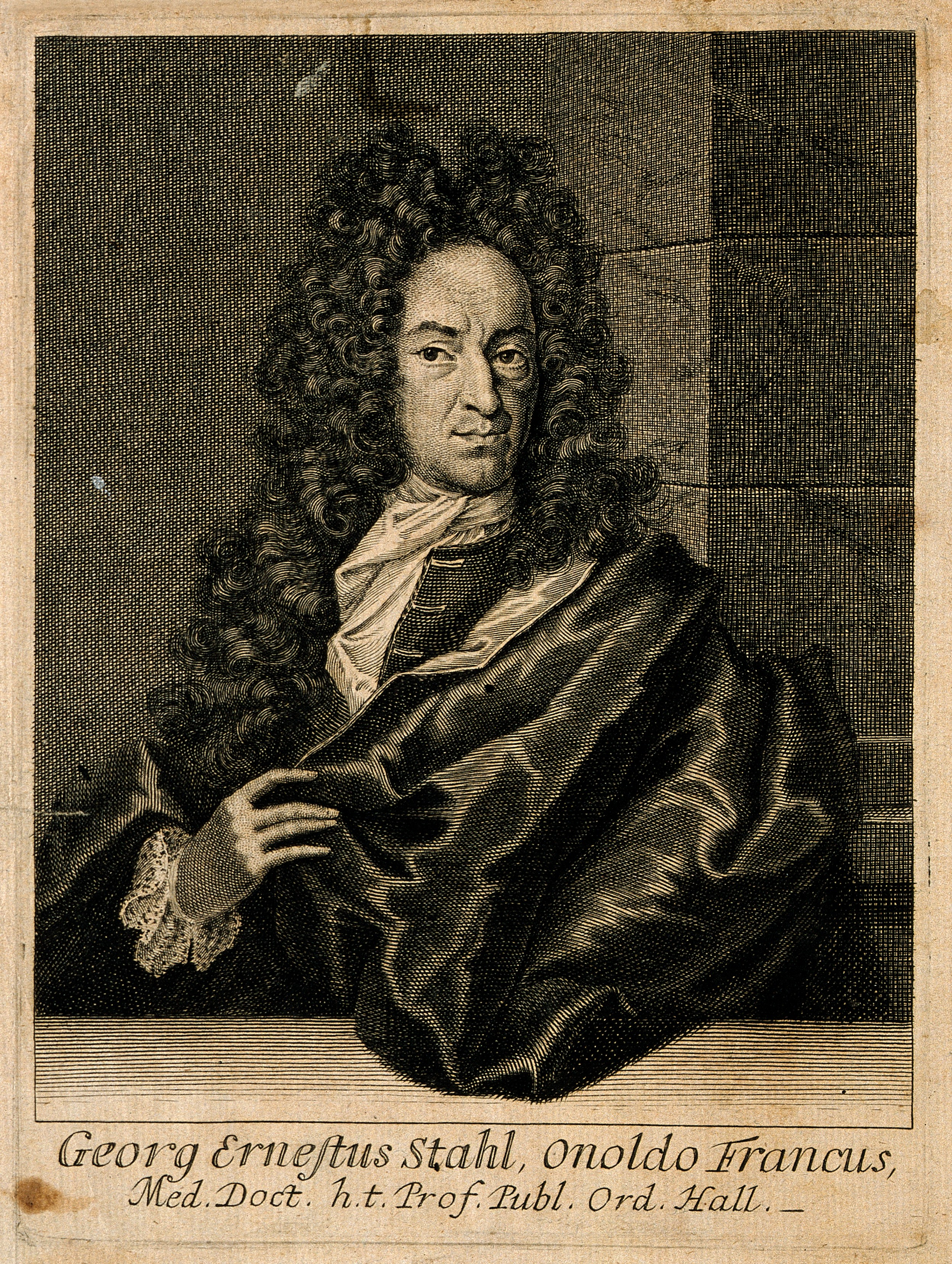
Georg Ernst Stahl

En 1703 Georg Ernst Stahl, profesor de medicina y química en la Halle, propuso una variante de la teoría en la que renombró la terra pinguis de Becher como flogisto, y fue en esta forma en la que la teoría probablemente tuvo su mayor influencia. El término "flogisto" en sí no fue algo que Stahl inventara. Existen pruebas de que la palabra ya se utilizaba en 1606, y de un modo muy similar al que Stahl la utilizaba. El término deriva de una palabra griega que significa inflamar. El siguiente párrafo describe la opinión de Stahl sobre el flogisto:

Para Stahl, los metales eran compuestos que contenían flogisto en combinación con óxidos metálicos (calces); cuando se encendían, el flogisto se liberaba del metal dejando atrás el óxido. Cuando el óxido se calentaba con una sustancia rica en flogisto, como el carbón vegetal, el calce volvía a absorber flogisto y regeneraba el metal. El flogisto era una sustancia definida, la misma en todas sus combinaciones.

La primera definición de flogisto de Stahl apareció en su Zymotechnia fundamentalis, publicada en 1697. Su definición más citada se encontró en el tratado de química titulado Fundamenta chymiae en 1723. Según Stahl, el flogisto era una sustancia que no se podía meter en una botella pero que, sin embargo, se podía transferir. Para él, la madera no era más que una combinación de ceniza y flogisto, y fabricar un metal era tan sencillo como conseguir el óxido metálico o escoria fruto de su combustión y añadirle flogisto.  El Hollín se consideraba flogisto casi puro, por lo que al calentarlo con la mencionada escoria se transformaba en el metal del que procedía. Stahl intentó demostrar que el flogisto del hollín y el azufre eran idénticos convirtiendo sulfatos en hígado de azufre utilizando carbón vegetal. No tuvo en cuenta el aumento de peso en la combustión del estaño y el plomo que se conocían en la época.

### J. H. Pott
Johann Heinrich Pott, alumno de uno de los estudiantes de Stahl, amplió la teoría e intentó hacerla mucho más comprensible para un público general. Comparó el flogisto con la luz o el fuego, diciendo que las tres eran sustancias cuyas naturalezas eran ampliamente comprendidas pero no fácilmente definidas. Pensaba que el flogisto no debía considerarse como una partícula, sino como una esencia que impregna las sustancias, argumentando que en una libra de cualquier sustancia no se podían simplemente escoger las partículas de flogisto. Pott también observó el hecho de que cuando ciertas sustancias se queman aumentan de masa en lugar de perder la masa del flogisto al escapar; según él, el flogisto era el principio básico del fuego y no podía obtenerse por sí mismo. Consideraba que las llamas eran una mezcla de flogisto y agua, mientras que una mezcla de flogisto y tierra no podía arder correctamente. El flogisto lo impregna todo en el universo, podía liberarse en forma de calor cuando se combinaba con un ácido. Pott propuso las siguientes propiedades:
1. La forma del flogisto consiste en un movimiento circular alrededor de su eje.
2. Cuando es homogéneo no puede consumirse ni disiparse en un fuego.
3. La razón por la que causa expansión en la mayoría de los cuerpos es desconocida, pero no accidental. Es proporcional a la compacidad de la textura de los cuerpos o a la intimidad de su constitución.
4. El aumento de peso durante la calcinación sólo es evidente al cabo de mucho tiempo, y se debe o bien a que las partículas del cuerpo se hacen más compactas, disminuyen el volumen y, por tanto, aumentan la densidad, como en el caso del plomo, o bien a que esas pequeñas partículas pesadas de aire se alojan en la sustancia, como en el caso del óxido de zinc en polvo.
5. El aire atrae el flogisto de los cuerpos.
6. Cuando se pone en movimiento, el flogisto es el principal principio activo en la naturaleza de todos los cuerpos inanimados.
7. Es la base de los colores.
8. Es el principal agente de fermentación.

Las formulaciones de Pott no proponían una teoría nueva, sino que simplemente aportaban más detalles y hacían que la teoría existente fuera más accesible para el hombre común.

## Teoría
También se conocía desde hace mucho tiempo que algunas de estas sales metálicas podían ser transformadas de nuevo en los metales de partida. Stahl explicó este proceso suponiendo que los metales estaban formados por una cal (escoria) y un principio inflamable que denominó flogisto, por lo que la calcinación, es decir, la formación de la cal, se podía explicar, al igual que la combustión, como un desprendimiento de flogisto, el cual se liberaba del metal y dejaba la cal al descubierto. El proceso inverso, la reducción de la cal al metal, podía ser igualmente explicada como una adición de flogisto. Si una sustancia rica en flogisto, como el carbón, era puesta en contacto con una cal metálica, podía transferirle su flogisto y dar lugar a la formación del metal.
En palabras claras, Stahl consideraba que los metales y en general todas las sustancias combustibles contienen una sustancia que carece de peso, tal sustancia es la llamada flogisto. Cuando se calcina un metal o durante la combustión de cualquier materia, el flogisto se separa en forma de llamaradas dejando un residuo incombustible, conocido en la alquimia como "sal". Comúnmente sucede al calcinar los metales, o simplemente cenizas, con una sencilla fórmula que es la siguiente: carbón = flogisto + cenizas o Metal = flogisto + herrumbre.
Para reintegrar la ceniza en carbón bastaría pues añadir flogisto: ceniza + flogisto = carbón. Como se entendía que  aquellos cuerpos que arden sin apenas dejar residuo como, por ejemplo, el carbón, estaban compuestos principalmente por flogisto, para reintegrar el metal a la herrumbre añadiríamos flogisto, o lo que es lo mismo, un cuerpo muy rico en flogisto, así: herrumbre + carbón = metal.
La teoría del flogisto afirma que las sustancias flogísticas contienen flogisto y que se desflogistizan cuando se queman, liberando flogisto almacenado que es absorbido por el aire. Las plantas en crecimiento absorben este flogisto, razón por la que el aire no arde espontáneamente y por la que la materia vegetal arde tan bien como lo hace.
Así, el flogisto explicaba la combustión mediante un proceso inverso al de la teoría del oxígeno de Antoine Lavoisier.
En general, se decía que las sustancias que ardían en el aire eran ricas en flogisto; el hecho de que la combustión cesara pronto en un espacio cerrado se consideraba una prueba evidente de que el aire sólo tenía capacidad para absorber una cantidad finita de flogisto. Cuando el aire se había flogistizado por completo, ya no servía para la combustión de ningún material, ni un metal calentado en él producía escoria; ni el aire flogistizado podía sustentar la vida.  Se pensaba que la respiración eliminaba el flogisto del cuerpo.
El estudiante escocés de Joseph Black Daniel Rutherford descubrió el nitrógeno en 1772, y ambos utilizaron la teoría para explicar sus resultados. El residuo de aire que quedaba tras la combustión, de hecho, una mezcla de nitrógeno y dióxido de carbono, se denominaba a veces aire flogistizado, por haber absorbido todo el flogisto. Por el contrario, cuando Joseph Priestley descubrió el oxígeno, creyó que era aire desflogistizado, capaz de combinarse con más flogisto y, por tanto, de mantener la combustión durante más tiempo que el aire ordinario.

## Análisis a la teoría flogística
El desarrollo de la química neumática en el siglo XVIII supuso nuevos retos para esta interpretación que fueron afrontados por Joseph Priestley. Este autor empleó la teoría del flogisto para explicar las transformaciones de lo que denominaba "fluidos elásticos" (o "gases", de forma aproximada, en nuestra actual terminología). Priestley introdujo expresiones como "aire flogistizado" y "aire desflogistizado". Se había observado desde muy antiguo que cualquier sustancia arde durante un periodo limitado si la cantidad de aire disponible es igualmente limitada (en caso de hallarse, por ejemplo, en un recipiente estanco). Priestley denominó al residuo de aire que quedaba tras el proceso de combustión (en realidad, una mezcla de nitrógeno y dióxido de carbono) "aire flogistizado", pues pensaba que durante la combustión dicho aire había absorbido todo el flogisto que tenía capacidad de albergar. La combustión cesaba porque no podía absorber más flogisto. Siempre siguiendo esta línea de razonamiento, cuando Priestley calentó la cal roja de mercurio y obtuvo un tipo de aire que podía mantener más tiempo la combustión lo denominó "aire desflogistizado". Años más tarde Lavoisier lo denominaría "oxígeno".

## Críticas a la teoría flogística

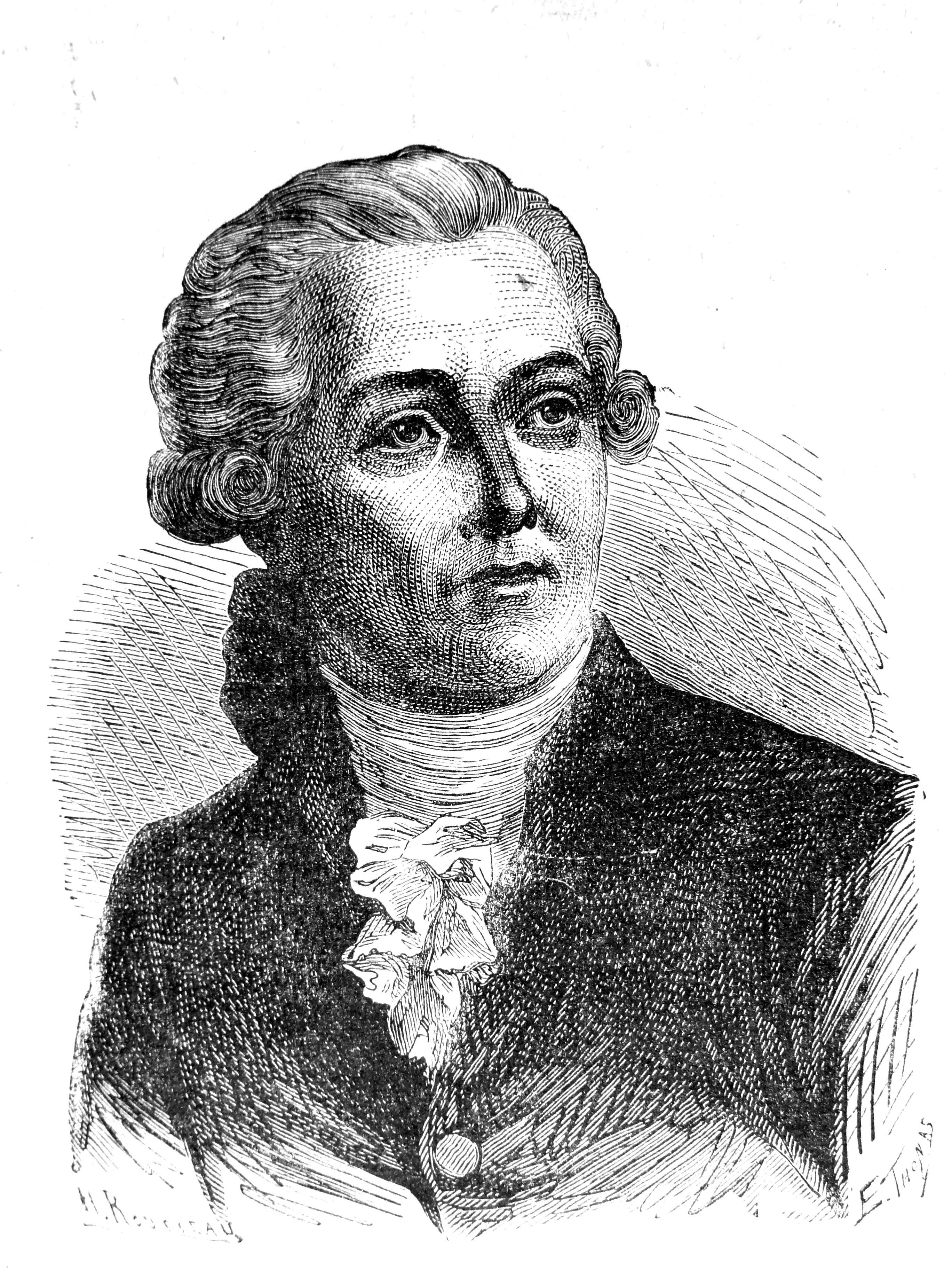
Lavoisier

Réflexions sur le phlogistique, pour servir de suite à la théorie de la combustion et de la calcination, publiée en 1777
(en español: Reflexiones sobre el flogisto, para formar parte de la teoría de la combustión y la calcinación, publicado en 1777) es una obra de Antoine Lavoisier, con base en un documento que dio a la Real Academia de Ciencias en 1783 y fue publicado por esta última en 1786. En estas reflexiones, Lavoisier demuestra la inconsistencia de la teoría del flogisto, desarrollada por Georg Ernst Stahl para explicar los fenómenos de combustión.
El "flogisto" era, según Stahl, la sustancia liberada por cualquier sólido bajo la acción del fuego, lo que explica la pérdida de masa de un cuerpo después de la combustión. Sin embargo, en los años 1760, Lavoisier hizo experimentos con plomo, azufre y estaño, y encontró que la masa del residuo de cada uno de estos cuerpos después de la calcinación era mayor que el cuerpo inicial, invalidando así la teoría del flogisto. En efecto, el peso de flogisto habría sido negativo en el caso de los metales, lo que no tiene sentido. Esta demostración allanó el camino para la revolución química.
En uno de sus experimentos Lavoisier colocó una pequeña cantidad de mercurio sobre un sólido flotando sobre agua y lo cerró bajo una campana de vidrio y provocó la oxidación del mercurio manteniendo la temperatura por debajo del punto de ebullición. Según la teoría del flogisto el cuerpo flotante debería estar menos sumergido tras la oxidación (equivalente a la combustión en otros materiales fungibles como el carbón) y el volumen de aire dentro de la campana debería aumentar como efecto de la asimilación del flogisto. El resultado del experimento contradijo los resultados esperados según esta teoría. Lavoisier interpretó correctamente la combustión eliminado el flogisto en su explicación. Las sustancias que se queman se combinan con el oxígeno del aire, por lo que ganan peso. El aire que está en contacto con la sustancia que se quema pierde oxígeno y, por tanto, también volumen.
Con Lavoisier los químicos abandonaron progresivamente la teoría del flogisto y se apuntaron a la teoría de la combustión basada en el oxígeno.

## El pensamiento alquimista
A pesar de la aparente contradicción, para los alquimistas, lo que fallaba no era la teoría sino su planteamiento. Dado que algunos autores nunca fueron alquimistas y, a lo sumo, solamente fueron aprendices de alquimia, estos asumen que se debe ganar o perder peso obligatoriamente en todas las reacciones. Los alquimistas sostienen la fórmula del flogisto: ser = flogisto + sal + agua, sal = ser - flogisto - agua, etc.; pero no comparten en absoluto las elucubraciones sobre los pesos de las sustancias, y nunca un alquimista tenido por auténtico defendió tales ideas.
Tomando la fórmula ser = flogisto + sal + agua, si el ser consiste en la suma de esos tres principios (el flogisto se componía de dos, el alma y el espíritu), eliminando uno de ellos dejaría de ser. En la alquimia, un mineral se considera un ser vivo del mismo modo que un polluelo, e igualmente si tenemos cada uno de los principios constituyentes por separado, al reunirlos por el método alquímico se restituye de nuevo el ser. En la alquimia, un metal era tenido por un ser muerto, del mismo modo que un huevo cocido o el polluelo de antes asado, que ha sido privado de uno de sus principios constituyentes. En alquimia, si se toma el polluelo y se lo somete a un fuego intenso, el flogisto desaparece; si se intensifica el fuego hasta calcinarlo por completo, todo rastro de flogisto y agua desaparecen, quedando sólo la sal. Si se hubieran recogido todas estas volatilizaciones en un recipiente, sería luego posible restituir la vida al polluelo en forma de huevo reuniendo sus tres principios siguiendo los métodos alquímicos, en un nuevo nacimiento. La teoría del flogisto es una operación de suma o resta según desde qué punto se parte, un cambio a un estado vivo o a un estado de muerte respectivamente. La alquimia, por tanto, no compartía las elucubraciones de Stahl, que mezclaba alegremente compuestos siguiendo el razonamiento al que había llegado, ignorando completamente todas y cada una de las reglas y regímenes del fuego.
En la Edad Media, los alquimistas, los antecesores de los químicos, tenían como meta fundamental modificar su ser interior para alcanzar un estado espiritual más elevado y pensaban que con la transmutación de los metales en oro podían lograrlo.